# Siegfried Hold
Siegfried Hold (* 18. August 1931 in Johannisburg, Ostpreußen; † 16. Dezember 2003 in Innsbruck) war ein deutscher Kameramann.

## Leben
Hold arbeitete zunächst als Elektromechaniker und wandte sich zu Beginn der 1950er Jahre dem Film zu, wo seine Schwester Marianne Hold eine erfolgreiche Karriere als Schauspielerin begonnen hatte. Dort diente Hold zunächst als Faktotum und wurde 1952 im Laufe der Dreharbeiten der Produktion Ferien vom Ich erstmals Kameraassistent. In dieser Funktion war er vorwiegend unter Kameramann Willy Winterstein an zahlreichen Filmen der 1950er Jahre beteiligt, 1956 auch als Co-Kameramann Wintersteins in der Komödie Die gestohlene Hose.
Für die ARD-Fernsehserie Meine Frau Susanne übernahm Hold 1960 erstmals die Aufgabe des Chefkameramanns. In den 1960er Jahren stand er für viele Spielfilme, darunter fünf Karl-May-Filme, hinter der Kamera. Darüber hinaus machte er mehrere Dokumentarfilme und kam bei Fernsehserien zum Einsatz.

## Filmografie
- 1961: Immer Ärger mit dem Bett
- 1961: Robert und Bertram
- 1962: Ninotschka und Peer
- 1962: Café Oriental
- 1962: Flying Clipper – Traumreise unter weißen Segeln (Dokumentarfilm)
- 1962: Die glücklichen Jahre der Thorwalds
- 1962: Wilde Wasser
- 1962: Annoncentheater. Ein Abendprogramm des Deutschen Fernsehens im Jahre 1776 (TV)
- 1963: Meine Frau Susanne (TV-Serie)
- 1963: Der Fluch der gelben Schlange
- 1963: Old Shatterhand
- 1964: Winterolympiade 1964 (Dokumentarfilm)
- 1964: Das Ungeheuer von London-City
- 1964: Freddy und das Lied der Prärie
- 1964: Die große Kür
- 1964: Der Schut
- 1964: Der Schatz der Azteken
- 1964: Die Pyramide des Sonnengottes
- 1965: Premiere (Dokumentarfilm)
- 1965: Ruf der Wälder
- 1965: Das Vermächtnis des Inka
- 1966: Gern hab ich die Frauen gekillt
- 1966: Wie tötet man eine Dame? (Das Geheimnis der gelben Mönche)
- 1966: 00Sex am Wolfgangsee
- 1967: Das große Glück
- 1967: Die Wirtin von der Lahn
- 1968: Funkstreife XY – ich pfeif’ auf mein Leben
- 1968: Paradies der flotten Sünder
- 1968: Donnerwetter! Donnerwetter! Bonifatius Kiesewetter
- 1968: Wenn die kleinen Veilchen blüh’n (TV)
- 1969: Die Moritat vom Räuberhauptmann Johann Georg Grasel (TV)
- 1970: Passion eines Politikers (TV)
- 1970: Der Querulant (TV)
- 1970: Johann Strauß und seine Zeit (TV)
- 1971: Außer Rand und Band am Wolfgangsee
- 1971: Die Abenteuer des braven Soldaten Schwejk
- 1973: Frau Wirtins tolle Töchterlein
- 1973: Arpad, der Zigeuner (TV-Serie)
- 1976: Winterolympiade 1976 (Dokumentarfilm)
- 1977: Das Lustschloß im Spessart
- 1978: Himmel, Scheich und Wolkenbruch
- 1987: Frühstück zu dritt
- 1993: Mein Freund, der Lipizzaner
- 1997: Die österreichische Eisenstraße (TV-Dokumentation)